# Bernadotte-ház
A Bernadotte-ház a jelenleg is uralkodó francia eredetű svéd dinasztia, amelyet távoli családi szálak fűznek a brit uralkodóházhoz is. (Windsor-ház, korábbi nevén Szász–Coburg–Gothai-ház).

## A család története
Jean Baptiste Bernadotte I. Napóleon császár tábornoka volt, akit 1810-ben jelölt a császár a svéd és norvég trónra, és 1818-ban XIV. Károly János néven kezdte meg uralkodását.
A család tagjai 1905-ig a norvég királyi címet is viselték a Svéd-norvég Perszonálunió keretein belül. I. Oszkár és fia, XV. Károly voltak azok az uralkodók, akik először kerültek komolyan szembe az unió feszültségeivel, ill. a parlament radikalizálódásával. II. Oszkár elismerte Norvégia önállóságát. Fia, V. Gusztáv hivatalosan a svédek (sveák), vendek és gótok királya címet viselte. Ezek a népek Svédország korábbi területeinek lakói.
A család további királyai:
- 1818–1844: XIV. Károly János (norvég trónon: III. Károly)
- 1844–1859: I. Oszkár (norvég trónon: I. Oszkár)
- 1859–1872: XV. Károly (norvég trónon: IV. Károly)
- 1872–1907: II. Oszkár (norvég trónon 1872–1905: II. Oszkár)
- 1907–1950: V. Gusztáv
- 1950–1973: VI. Gusztáv Adolf
- 1973–napjainkig: XVI. Károly Gusztáv

## A család ma
A svéd király 1973 óta XVI. Károly Gusztáv, aki egy korábbi alkotmánymódosítás eredményeképpen a koronát elsőszülött lányának, Viktóriának adja majd át. Viktória öccse Károly Fülöp, legkisebb testvérük pedig az 1982-ben született Magdolna, aki különösen népszerű a fiatalok körében. Népszerűségének szépségén kívül még az is oka, hogy a hercegnő számos alkalmat ad rá, hogy a bulvársajtó foglalkozzon vele.
A svéd királyné a német származású Silvia Sommerlath (Szilvia királyné), akiben brazil vér is folyik, így a svéden kívül anyanyelvi szinten beszéli a portugált és németet is.